# Энгельбрехче-Вильднис
Энгельбрехче-Вильднис (нем. Engelbrechtsche Wildnis) — община в Германии, в земле Шлезвиг-Гольштейн. 
Входит в состав района Штайнбург. Подчиняется управлению Херцхорн.  Население составляет 925 человек (на 31 декабря 2010 года). Занимает площадь 5,13 км².
Коммуна подразделяется на 4 сельских округа.